# Каср-ель-Азрак
Каср-ель-Азрак (араб. قصر الأزرق, досл.  «блакитна фортеця») — велика фортеця на сході Йорданії. Розташована на околиці міста Ель-Азрак у провінції Ез-Зарка, за 100 км від Амману. Входить до переліку так званих пустельних замків, що розкинулися на території Йорданії, Сирії, Ізраїлю та Палестини.
Стратегічне значення фортеці полягало в її розташуванні поруч з оазою Ель-Азрак, що була чи не єдиним джерелом прісної води у величезному пустельному регіоні. Поселення було відоме ще з античних часів, а римляни були першими, хто використовував цей об'єкт під назвою Басіе або Басіеніс з військовою метою.
Після переходу місцевості під контроль мусульман, посеред фортеці була побудована мечеть. Каср-ель-Азрак набув свого теперішнього вигляду внаслідок масштабного розширення Аюбідами в XIII столітті. Вони оновили фортецю, використовуючи місцевий базальт, який робить її вигляд темнішим, ніж у більшості інших споруд цього регіону.
Пізніше Каср-ель-Азрак використовувався османською армією впродовж багатовікового володарювання цієї імперії над регіоном. Під час арабського повстання в 1916—1918 роках Томас Едвард Лоуренс зробив фортецю своїм опорним пунктом, про що згадував у своїй книзі «Сім стовпів мудрості».

## Архітектура

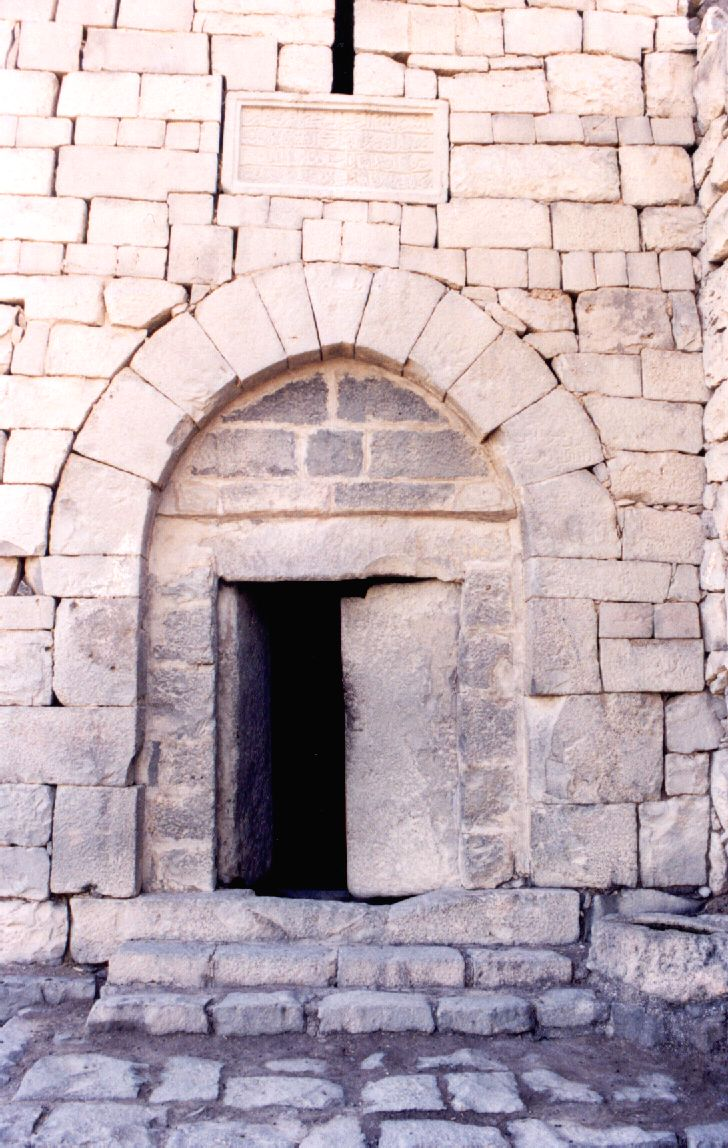
Кам'яні двері

Замок побудований з місцевого чорного базальту і являє собою квадратну споруду зі стінами 80 метрів завдовжки, що оточують великий центральний двір. Посеред внутрішнього дворика розташована невелика мечеть, яка, ймовірно, була споруджена за часів Омеядів. На кожному ж кутів зовнішньої стіни є довгаста вежа. Головний вхід складається з єдиної масивної навісної плити з граніту, яка веде до тамбура, де можна досі побачити вирізані на бруківці залишки римської настільної гри.
Хоча кам'яні двері замку є дуже важкими, вони досить легко рухаються завдяки використанню пальмової олії. Вибір каменю як матеріалу для дверей поясюється відсутністю джерела деревини поблизу, окрім деревини пальми, яка дуже м'яка й непридатна для будівництва.

## Історія
Стратегічне значення фортеці полягало в її положенні посеред оази Азрак, єдиного постійного джерела прісної води в радіусі приблизно 12 тис. км². Через стратегічне розташування цієї місцевості у віддаленій та посушливій пустелі, в ній існували багато культур і цивілізацій.
Територія, що була заселена набатеями, близько 200 року опинилася під владою Римської імперії. Римляни побудували кам'яне укріплення з використанням місцевого базальтового каменю, що послужило основою для подальшого використання споруди як Візантійською, так й Омеядською імперіями.
Останній значний етап будівництва в Каср-ель-Азраці відбувся в 1237 році, коли його реконструював і зміцнив Ізз ед Дін Айбак, аюбідський емір. Сучасний вигляд фортеці датується саме цим періодом.
У XVI столітті османи розмістили в Каср-ель-Азраці військовий гарнізон. Узимку 1917 році Томас Едвард Лоуренс зробив фортецю своїм опорним пунктом під час Великого арабського повстання проти Османської імперії. Його кімната розташовувалася в палаті над вхідною брамою. До того ж, рівнинна навколишньої пустелі була ідеальним місцем для побудови аеродрому.

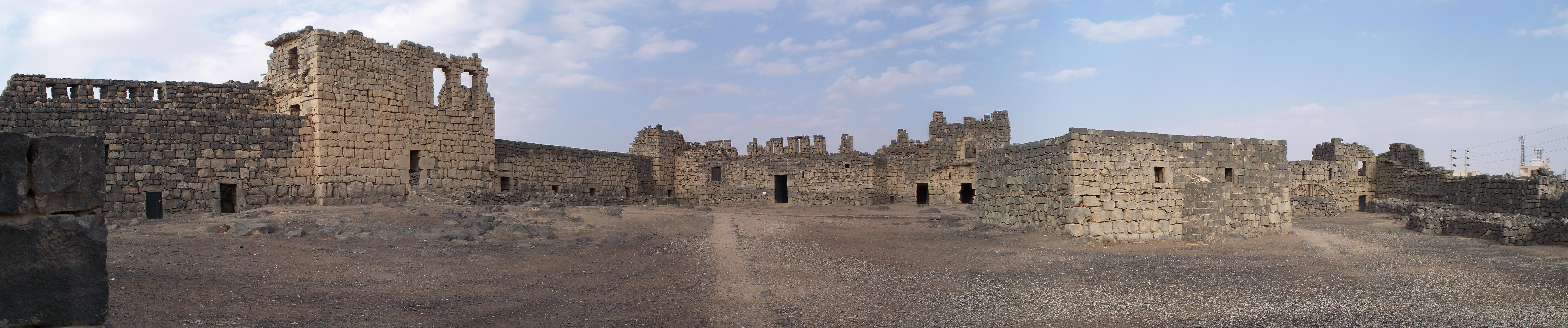
Каср-ель-Азрак усередині

Як згадував сам Лоуренс: «Азрак лежав сприятливо для нас, і старий форт був би зручним штабом, якби ми зробили його придатним для життя, якою б не була сувора зима. Тож я утвердився у його південній вежі-брамі і поставив своїх шести хавранських хлопчаків ... покривати хмизом, пальмовими гілками та глиною стародавні розколоті кам'яні крокви, що стояли просто неба».

## Сучасність
Каср-ель-Азрак разом з іншими пустельними замками Каср-ель-Хараною та Кусейр-Амрою, що входить до Світової спадщини ЮНЕСКО, часто відвідується під час одноденних поїздок з Амману. Вхід до фортеці коштує 2 йорданських динари. Для відвідувачів відкрита більша частина замку, як зверху, так і внизу, за винятком деяких ділянок, зачинених з метою безпеки.